# Andora (geslacht)
Andora is een geslacht van zeesterren uit de familie Ophidiasteridae. De wetenschappelijke naam werd in 1967 voorgesteld door Ailsa McGown Clark, en is een anagram van Nardoa, de naam van het geslacht waarin de typesoort aanvankelijk was geplaatst.

## Soorten
ondergeslacht Andora
- Andora bruuni Rowe, 1977
- Andora faouzii (Macan, 1938)

ondergeslacht Dorana
- Andora popei Rowe, 1977
- Andora wilsoni Rowe, 1977